# Edda Ciano e il comunista
Edda Ciano e il comunista è un film per la televisione italiano, prodotto dalla Casanova Multimedia e trasmesso in prima serata il 13 marzo 2011 su Rai 1. Il regista è Graziano Diana e gli attori protagonisti sono Stefania Rocca e Alessandro Preziosi.
Il film ha avuto quasi 6 milioni e mezzo di telespettatori.
Le riprese sono state effettuate nell'isola di Lipari e in altre località dell'arcipelago eoliano, e a Messina.

## Trama
È stato tratto dal romanzo di Marcello Sorgi Edda Ciano e il comunista. L'inconfessabile passione della figlia del Duce. Racconta la storia d'amore di Edda Ciano, inviata al confino, dopo la fine della guerra, nell'isola di Lipari, fra il settembre 1945 e il giugno 1946, con l'ex partigiano comunista Leonida Bongiorno.